# Palicourea myrtifolia
Palicourea myrtifolia är en måreväxtart som beskrevs av Karl Moritz Schumann och Kurt Krause. Palicourea myrtifolia ingår i släktet Palicourea och familjen måreväxter. Inga underarter finns listade i Catalogue of Life.